# شهرستان خمر
ناحیهٔ خمر (به عربی: مدیریة خمر) یک ناحیه در یمن است که در استان عمران واقع شده‌است.
ناحیهٔ خمر ۷۳٬۲۲۵ نفر جمعیت دارد.